# Detective Conan - La strategia degli abissi
Detective Conan - La strategia degli abissi (名探偵コナン 水平線上の陰謀（ストラテジー）?, Meitantei Konan - Suiheisenjō no sutoratejī, lett. "Detective Conan - La strategia sul pelo dell'acqua"), conosciuto anche con il titolo internazionale Detective Conan: Strategy Above the Depths, è un film d'animazione del 2005 diretto da Yasuichirō Yamamoto.
Si tratta del nono film dedicato alla serie anime Detective Conan, uscito in Giappone il 9 aprile 2005.

## Trama
Quindici anni prima degli eventi attuali la nave da carico "Yashiromaru Numero 1", appartenente a un'importante società finanziaria, sta tranquillamente navigando nelle acque gelate del Nord Atlantico, vicino ai ghiacciai della Groenlandia, quando a un tratto finisce in rotta di collisione contro un iceberg e una strana esplosione avviene nella sala macchine. Viene dato l'ordine di abbandonare la nave. L'ufficiale di coperta, preoccupato per il comandante Takeo Okita, si dirige nella sua cabina nonostante l'emergenza, ma lo trova apparentemente svenuto, forse morto. Viene raggiunto dal comandante in seconda Wataru Kaido, quest'ultimo con uno strano sogghigno sul volto nonostante la situazione. Poco dopo il resto dell'equipaggio, compreso Kaido, osserva dalle lance di salvataggio la nave in agonia mentre sprofonda sotto al mare.
Mezzo mese prima Hideto Yashiro, principale progettista del gruppo finanziario Yashiro, esce da casa sua e si dirige al suo posto di lavoro in macchina. Poco dopo la sua auto viene trovata in fiamme sul fondo di una scarpata.
Nel presente, al tramonto, Conan e i suoi compagni - Ran, Kogoro, Agasa, Sonoko, Ai e i Detective Boys - si godono una crociera a bordo del transatlantico di lusso "Aphrodite" del gruppo finanziario Yashiro, durante il suo viaggio inaugurale nell'Oceano Pacifico da un'isola della prefettura di Okinawa al porto di Yokohama, nella prefettura di Kanagawa.
A un certo punto, però, Sonoko viene aggredita e la situazione precipita. Nel frattempo, sulla terraferma, si inizia a pensare che il progettista della nave possa essere stato assassinato, date le strane circostanze dell'incidente. A bordo della nave Conan e Kogoro mandano avanti le indagini seguendo le testimonianze di Sonoko, ma si verificano due omicidi. Convinto che tutti i casi verificatisi sulla terraferma e sul mare siano collegati, Conan inizia a sospettare di un certo Hironari Kusaka, uno sceneggiatore che ha conosciuto il giorno precedente. Ma Kusaka ha un alibi: pare, infatti, che all'ora del delitto stesse parlando al telefono.
Nel corso delle sue indagini Conan scopre che il duplice omicidio e la successiva distruzione della nave sono entrambi collegati all'affondamento pianificato della nave mercantile dello stesso gruppo finanziario. Stavolta Kogoro riesce a risolvere il caso senza l'aiuto di Conan. Ran rischia di annegare, ma Conan e Kogoro riescono a salvarla poco prima che la nave affondi.
Alla fine, i passeggeri naufraghi vengono soccorsi dallo Izu (PL 31), un pattugliatore d'altura della guardia costiera giapponese.

## Produzione
La produzione prese spunto da Titanic, il film di James Cameron sulla tragedia del Titanic, che viene appunto citata.
La nave da crociera in questione è basata sulla Nippon Maru, che appare nei titoli di coda.

## Colonna sonora
Il musicista Katsuo Ōno ha composto quaranta nuove tracce, usate poi anche nella serie televisiva. La sigla finale è Natsu o matsu sail no yō ni (夏を待つセイル（帆）のように?, Natsu o matsu seiru no yō ni, "Come una nave a vela che aspetta l'estate"), di ZARD.

## Distribuzione

### Edizione italiana
In Italia il film è stato solo trasmesso in televisione, in una versione divisa in cinque parti da venti minuti circa e in una versione intera, entrambe senza censure video e con lo stesso doppiaggio, che presenta alcune censure su termini come "morire" e "uccidere" resi con "perdere la vita" ed "eliminare". Esso è stato diretto da Graziano Galoforo presso Merak Film su dialoghi di Marina Attilio e Manuela Scaglione.
La versione divisa in parti è stata trasmessa su Italia 2 dall'8 al 12 giugno 2012, alle ore 20:40. Questa versione non ha l'introduzione che riassume l'inizio della storia del manga, presente in ogni film seppur con qualche differenza. L'epilogo, che nell'originale si trova dopo la sigla finale, è stato collocato prima di essa. In questa versione è stata utilizzata come sigla di apertura e chiusura di ogni parte la prima sigla italiana, Detective Conan di Giorgio Vanni, con le immagini della sigla di apertura dell'episodio speciale 479, in cui sono presenti quindi anche alcuni personaggi comparsi solo in quell'episodio. Per la prima parte della sigla finale le immagini sono spostate sulla destra e i titoli internazionali in inglese scorrono su sfondo nero sulla parte sinistra dello schermo.
La versione intera è andata in onda sempre su Italia 2 il 19 settembre 2012. Questa versione come l'originale non ha sigla iniziale, comprende l'introduzione e ha l'epilogo nella posizione originale. È stata mantenuta la sigla finale originale, ma con l'audio delle parole abbassato, facendo sentire quasi solo la musica. Il video della sigla è quello originale con i titoli internazionali in inglese e sono stati aggiunti i crediti italiani riguardanti il doppiaggio.

### Edizioni home video
In Giappone il film è stato pubblicato in DVD da Universal Music Japan il 14 dicembre 2005 e in VHS da Shogakukan il 9 aprile 2006. Dopodiché, il film è stato pubblicato da Being con l'etichetta B-vision in Blu-ray Disc il 28 gennaio 2011 e in una nuova edizione in DVD il 25 febbraio 2011. In Italia non è mai stato pubblicato per l'home video.

## Accoglienza
La strategia degli abissi ha incassato circa 2 miliardi e 150 milioni di yen, all'incirca 16 milioni di euro, classificandosi all'undicesimo posto dei film giapponesi con il maggior incasso in patria nel 2005. Il film ha vinto il quinto Tokyo Anime Award (2006) nella categoria dei film giapponesi, insieme a Mobile Suit Z Gundam I - A New Translation - Eredi delle stelle.

## Versione a fumetti
Con i fotogrammi del film è stato prodotto un anime comic in due volumi dal titolo Gekijōban Meitantei Conan - Suiheisenjō no strategy (劇場版 名探偵コナン 水平線上の陰謀（ストラテジー）?, Gekijōban Meitantei Konan - Suiheisenjō no sutoratejī, "Detective Conan - Il film - La strategia sul pelo dell'acqua"). La "prima parte" (上?, jō) è stata pubblicata da Shogakukan il 18 novembre 2005 (ISBN 4-09-120024-9), la "seconda parte" (下?, ge) il 15 dicembre dello stesso anno (ISBN 4-09-120025-7). Un'edizione in volume unico è stata poi pubblicata sempre da Shogakukan il 18 aprile 2008 (ISBN 978-4-09-121424-9).